# スワニー (ガーシュウィン)
『スワニー』（Swanee）は、アメリカ合衆国の作曲家ジョージ・ガーシュウィンが1919年に作曲したポピュラー音楽の歌曲で、歌詞はアーヴィング・シーザーによる。発表当初はヒットしなかったものの、翌年になってアル・ジョルソンが自身のショー「シンバッド」（en:Sinbad (musical)）に取り入れてから人気を得た。ガーシュウィンが生涯に手がけた約500作にのぼる歌曲のうちでも、多くの人々に親しまれる曲の1つと評価される。

## 作曲の背景
ジョージ・ガーシュウィンは、幼少時からの音楽教育には恵まれない環境に育った。両親ともロシアからの移民で音楽とは無縁であり、したがって生育環境には音楽が欠けていた。ピアノを始めたのは1910年（12歳のとき）で、音楽家としては遅いスタートであった。
この年、母が兄アイラのために中古のアップライトピアノを購入した。このピアノに強く関心を示したのは、アイラではなく弟のジョージであった。上達は目覚ましく、1914年にはそれまで通っていた商業高校を辞めてティン・パン・アレーで仕事をするようになった。ティン・パン・アレーでは、ジェローム・H・リミック音楽出版社という会社に雇用され、新曲の楽譜を客にデモ演奏するピアニストとして週給15ドルで働くことになった。
ガーシュウィンはティン・パン・アレーで働いていた時期に、音楽についての職業的な知識や演奏の技巧など多くのものを体得した。とりわけ、彼に大きな影響を与えたのは、ティン・パン・アレーからマディソン・スクエア・ガーデン付近にラグタイムをライブで演奏するカフェなどが多く存在していたことだった。ガーシュウィンはラグタイムに傾倒し、そのエッセンスを自らの作曲家としての自己を確立させる手段とした。ガーシュウィンが自身の到達すべき目標としたのは、広い意味でのアメリカ音楽であり、ティン・パン・アレーで学んだことやラグタイムとの出会いなどによって目標への一歩を踏み出していた。
ガーシュウィンは1916年、歌曲『欲しいときには手に入らない、手に入ったときはもう欲しくない』（When You Want 'Em, You Can't Get 'Em, When You've Got 'Em, You Don't Want 'Em）と『ぼくから逃げた少女』（My Runaway Girl）を作曲した。前者の曲はティン・パン・アレーで名の知れたハリー・フォン・ティルツァー音楽出版社から発売され、ガーシュウィンは5ドルの報酬を得た。その後、ガーシュウィンは他の作曲家が手がけた音楽劇やレヴューなどの穴埋めに使用する曲を作るようになった。

## 『スワニー』の誕生と成功

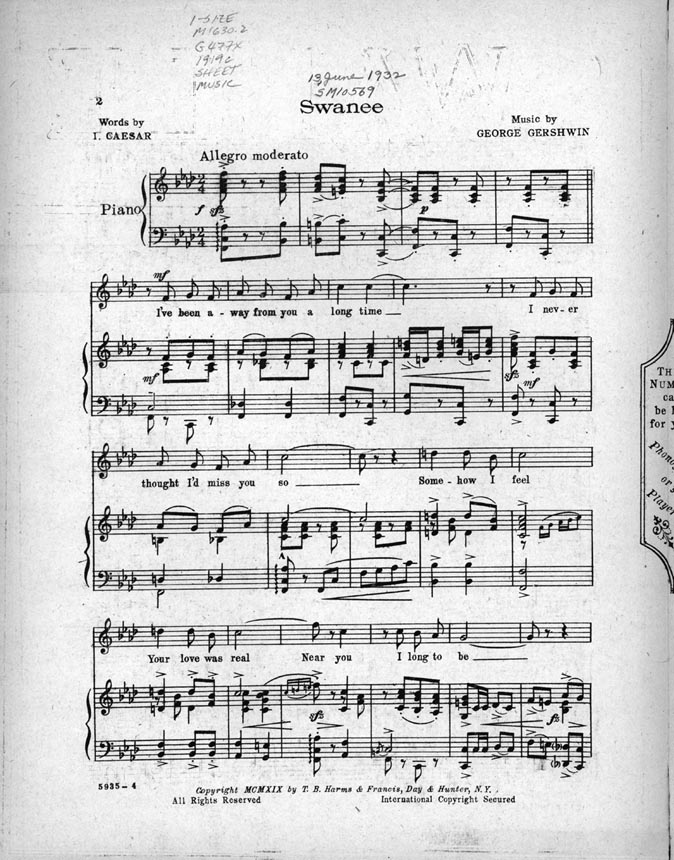
『スワニー』の楽譜

1919年、ガーシュウィンのキャリアにおいて重要な作品が誕生した。この作品の誕生は、アーヴィング・シーザーの閃きが契機となった。20世紀の初頭、「ワンステップ曲」という軽快なダンスが大流行していた。シーザーもこの流行の波に乗ろうと考え、ガーシュウィンとともに『スワニー』を作り上げた。作曲は極めて迅速に行われ、30分足らずで完成したと伝えられている。
初演は同年10月24日のことで、ニューヨークのキャピトル劇場の「キャピトル・レヴュー」に組み入れられた。このときには、特に注目を集めずに終わっていた。
埋もれかけていたこの曲に注目したのは、歌手のアル・ジョルソンだった。ジョルソンはあるパーティーの席でガーシュウィンから『スワニー』のことを聞き、すぐに自らのショー「シンバッド」の中で歌った。ジョルソンの歌った『スワニー』は大ヒットとなった。1920年に録音したレコードは225万枚の売り上げを記録し、楽譜の売り上げは100万枚を突破している。
『スワニー』の成功によって、ガーシュウィンはヨーロッパでも名声を得た。1923年にガーシュウィンがロンドンに旅したとき、ポーターがパスポートを見るなり「『スワニー』の作曲家ですか」と質問してきた。ガーシュウィンは兄アイラ宛の手紙で「一瞬地面から足が浮いてしまう」と書き送ったほどにその質問を喜んでいた。
ガーシュウィンとシーザーは、『スワニー』の大ヒットによってそれぞれ1万ドルを1年間に稼ぐことになった。ガーシュウィンの歌曲としては、商業的に一番のヒットを収めた作品である。『スワニー』は、ガーシュウィンが生涯に手がけた約500作にのぼる歌曲のうちでも、多くの人々に親しまれる曲の1つと評価される。そのメロディーは『ラプソディ・イン・ブルー』（1924年）のテーマとともに、ガーシュウィンのトレードマーク的存在となった。

## 曲の内容
ガーシュウィンは「20世紀のシューベルト」と形容されるほど、美しい旋律を持つ歌を次々と作曲していた。『スワニー』の他、『サムバディ・ラヴズ・ミー』、『ザ・マン・アイ・ラヴ』（ともに1924年）、『アイ・ガット・リズム』（1930年）などがよく知られる。
『スワニー』は、アメリカ合衆国北部に住む南部人が故郷を懐かしむ歌である。シンコペーションのかかったラグタイムのスタイルで作曲され、軽やかなメロディーとリズムの中にほのかなノスタルジーが示唆される。
曲は約3分の長さで、冒頭は短調から始まり、折り返しの部分で長調に転じる。「Swanee,how I love you」で始まるサビにあたる部分からが、ガーシュウィンの本領が特に発揮される部分である。